# City Heat – Der Bulle und der Schnüffler
City Heat – Der Bulle und der Schnüffler (Originaltitel: City Heat) ist eine US-amerikanische Actionkomödie aus dem Jahr 1984. Regie führte Richard Benjamin, das Drehbuch schrieben Blake Edwards und Joseph Stinson. Der Film startete am 10. Mai 1985 in den bundesdeutschen Kinos.

## Handlung
Der Film spielt in Kansas City im Jahr 1933. Der Lieutenant der Polizei Speer war einst mit dem früher bei der Polizei tätigen Privatermittler Mike Murphy befreundet; später wurden die Männer zu Rivalen. Beide flirten mit Addy, der Sekretärin von Murphy.
Zwei Männer suchen in einer Bar nach Murphy, den sie mit Fäusten angreifen. Der anwesende Speer schaltet sich ein und hilft, die Angreifer zu überwältigen.
Speer und Addy besuchen gemeinsam einen Boxkampf, dem ebenfalls Murphys Geschäftspartner Dehl Swift und der Gangster Primo Pitt beiwohnen. Swift ist im Besitz der Buchungsunterlagen Primo Pitts, durch die sich die illegalen Machenschaften seiner Gang nachweisen lassen. Beim Versuch, sich diese Bücher zurückzuholen, erschießt Pitt Swift. Nun gerät Murphy in die Schusslinie, denn die verschiedenen Gangsterbanden vermuten, er sei im Besitz der Bücher. Und tatsächlich gelingt es ihm, diese Bücher in Swifts Versteck zu finden. Bei zwei finalen Schießereien werden fast alle Gangster ausgelöscht, und Speer und Murphy gelingt es, zwar widerwillig, aber doch Hand in Hand, alles zu einem guten Ende zu bringen.

## Kritiken
Roger Ebert schrieb in der Chicago Sun-Times, die Produktionsgeschichte sei derart „aufreibend“ gewesen, dass keine Kraft zum Filmemachen übrig geblieben sei. Der Film sei ein „verwirrendes Durcheinander“, das eine witzlose Geschichte mit Kämpfen „alle zehn Minuten“ erzähle. Zahlreiche Darsteller wie Irene Cara und Madeline Kahn in der Rolle eines Vamps im Marlene-Dietrich-Stil seien talentiert, aber jede Szene scheine eine andere Inspiration zu haben.
Das Lexikon des internationalen Films schrieb, der Film sei ein „parodistischer Gangsterfilm und Actionkrimi, der mit augenzwinkernder Selbstironie die Erzählmuster des Genres und seine Bilderwelt unterminiert“.

## Auszeichnungen
Burt Reynolds wurde im Jahr 1985 für die Goldene Himbeere nominiert.

## Hintergründe
Ursprünglich sollte Blake Edwards, der auch unter Pseudonym am Drehbuch schrieb, Regie führen. Er wurde jedoch entlassen und durch Richard Benjamin ersetzt. Der Film spielte in den Kinos der USA etwa 38,3 Millionen US-Dollar ein.
Während der Dreharbeiten erlitt Reynolds einen komplizierten Kieferbruch, wodurch er für kurze Zeit von Schmerztabletten abhängig wurde.